# Adolphe-Frédéric de Suède
Pour les articles homonymes, voir Adolphe.
Adolphe-Frédéric de Suède (en suédois : Adolf Fredrik av Sverige), né le 14 mai 1710 à Gottorp (duché de Schleswig) et mort le 12 février 1771 à Stockholm (royaume de Suède), prince de la maison de Holstein-Gottorp, prince-évêque de Lübeck de 1727 à 1750, désigné comme prince héritier de Suède en 1743, est roi de Suède et grand-duc de Finlande de 1751 à 1771.
Régent du duché de Holstein-Gottorp à partir de 1739, il est chargé jusqu'en 1742 de l'éducation de son neveu Pierre (1728-1762), avant qu'il parte en Russie auprès de sa tante l'impératrice Élisabeth Ire, fille de Pierre le Grand, pour devenir en 1762 l'empereur Pierre III, époux de Catherine II (1729-1796).

## Biographie

### Origines familiales et formation

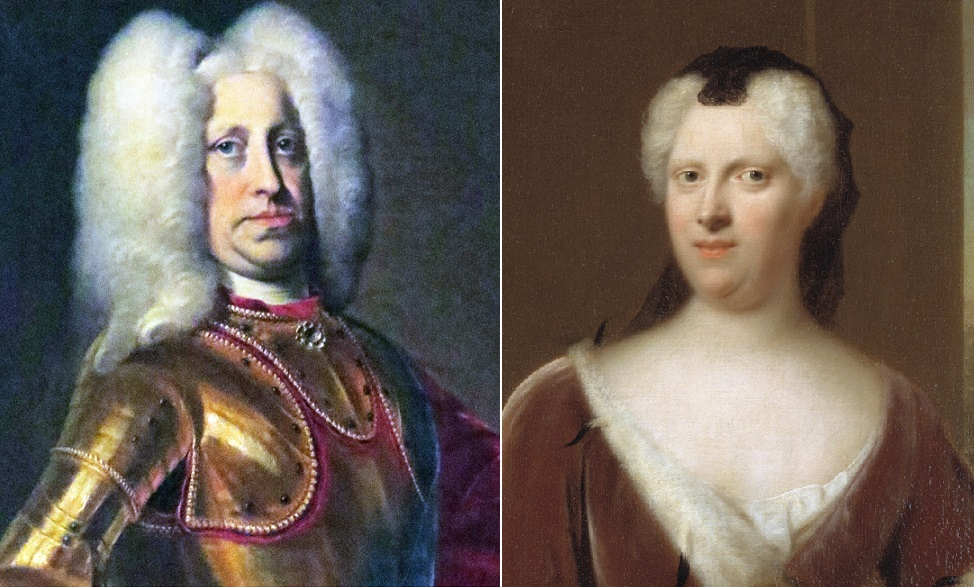
Les parents d'Adolphe-Frédéric, Christian-Auguste de Holstein-Gottorp et Albertine-Frédérique de Bade-Durlach.

Deuxième fils de Christian-Auguste de Holstein-Gottorp et d’Albertine-Frédérique de Bade-Durlach, le futur roi Adolphe-Frédéric voit le jour le 14 mai 1710 au château de Gottorf, situé près de la ville de Schleswig au duché de Schleswig.
Son père, Christian-Auguste, est un fils cadet du duc Christian-Albert de Holstein-Gottorp. Sa mère est la petite-fille paternelle de Christine-Madeleine de Bavière-Deux-Ponts-Cleebourg-Suède[pas clair]. Pour son baptême, le roi Charles XII de Suède, invité à être son parrain, lui envoie une procuration pour un poste d'officier dans l'armée suédoise.

### Prince-évêque de Lübeck (1727-1750)
Il devient prince-évêque de Lübeck en 1727, donc seigneur d'un fief immédiat du Saint-Empire romain germanique, incluant notamment Eutin. 
À partir de 1739, il est également régent du duché de Holstein-Gottorp pendant la minorité de Charles-Pierre-Ulrich d'Holstein-Gottorp (1728-1762). 
Celui-ci, petit-fils (par sa mère, Anna Petrovna) de Pierre le Grand, est empereur de Russie de janvier à juillet 1762 sous le nom de Pierre III. Il est aussi l'époux de sa cousine (issue de germains) Sophie Frédérique Augusta d'Anhalt-Zerbst, qui, après l'avoir fait exécuter, devient l'impératrice Catherine II).

### Mariage (1744) et descendance
En 1744, il épouse Louise-Ulrique de Prusse (1720–1782), sœur du roi de Prusse Frédéric II et fille de Frédéric-Guillaume Ier de Prusse.
Quatre enfants naissent de cette union :
- Gustave III (1746 – 1792), qui succède à son père en 1771, il épouse en 1766 Sophie-Madeleine de Danemark (1746 – 1813) ;
- Charles XIII (1748 – 1818), qui est régent puis roi de Suède ; il épouse Charlotte de Holstein-Gottorp (1758 – 1818) ; il adopte son successeur Charles XIV Jean Bernadotte en 1810 ;
- Frédéric-Adolphe (1750 – 1803), duc d'Östergötland ;
- Sophie-Albertine (1758 – 1829).

### Roi de Suède et grand-duc de Finlande (1751-1771)
Dès le 3 septembre 1743, sous la pression de la Russie, alors dirigée par l'impératrice Élisabeth Ire, fille de Pierre le Grand, le Parlement de Suède, le Riksdag, le désigne comme prince héritier des trônes de Suède et de Finlande, sous le règne de Frédéric Ier.
Celui-ci meurt le 25 mars 1751. Le couronnement d'Adolphe-Frédéric a lieu à la fin de l'année 1751. Il rétablit la paix avec la Russie[pas clair]. 
Adolphe-Frédéric constate rapidement qu'il n'a que peu de pouvoir, celui-ci étant contrôlé par le Riksdag. Par deux fois, il tente de s'en libérer. La première occasion se présente en 1755, lorsque poussé par son épouse, la reine Louise-Ulrique, il tente de retrouver une partie de ses prérogatives royales. La seconde occasion, sous la direction de son fils Gustave, lui permet de renverser le Parlement, mais il est dans l'incapacité d'utiliser sa victoire.
Adolphe-Frédéric fait fleurir les sciences, les arts et le commerce.[réf. nécessaire]
La passion d'Adolphe-Frédéric est la confection de boîtes à tabac à priser.[réf. nécessaire]

### Mort et funérailles (1771)
Il meurt d'indigestion le 12 février 1771 au palais de Stockholm, après un riche dîner composé de caviar, d'une soupe au chou, de hareng, de homard et de choucroute, le tout copieusement arrosé de champagne. Il reprend en outre quatorze fois de son dessert favori, le semla, une brioche fourrée servie dans du lait chaud,. Les écoliers suédois se souviennent de lui comme « le roi qui mangea jusqu'à en mourir »,.
Il est inhumé dans la crypte située sous la chapelle Gustave-Adolphe de l’église de Riddarholmen de Stockholm.

## Généalogie
Adolphe-Frédéric de Suède appartient à la première branche de la maison de Holstein-Gottorp issue de la première branche de la maison d'Oldenbourg. 
La branche aînée de la maison de Holstein-Gottorp s'éteint en 1877, au décès de Gustave de Suède, fils d'Gustave IV Adolphe de Suède.

## Honneurs

### Titulature
- 16 septembre 1727 – 18 octobre 1750 : Son Altesse le prince-évêque Adolphe-Frédéric de Lübeck.
- 25 mars 1751 – 12 février 1771 : Sa Majesté le roi Adolphe-Frédéric de Suède-Finlande.

Armoiries d'Adolphe-Frédéric, prince-évêque de Lübeck.
Monogramme du roi Adolphe-Frédéric.

### Armes
Le roi Adolphe-Frédéric est grand maître de l’ordre des Séraphins et ses armoiries sont exposées dans l’église de Riddarholmen :
| Blason | Blasonnement : Écartelé : à la croix pattée d'or, qui est la Croix de Saint-Eric, cantonnée en 1 et 4, d'azur à trois couronnes d'or posées 2 et 1 qui est de Suède moderne, en 2 et 3, d'azur, à trois barres ondées d'argent, au lion couronné d'or armé et lampassé de gueules, brochant sur le tout, qui est de Suède ancien, sur-le-tout écartelé : 1, de gueules, au lion couronné d'or, tenant dans ses pattes une hallebarde d'argent, emmanchée du second; 2, d'or, à deux lions léopardés d'azur, armés et lampassés de gueules (de Schleswig) ; 3, de gueules, à la feuille d'ortie d'argent (de Holstein) ; 4, de gueules, au cygne d'argent, becqué, membré et colleté d'une couronne d'or (de Stormarn ; enté en pointe de gueules, au cavalier armé d'argent (de Dithmarse) ; sur-le-tout-du-tout, écartelé d'or à deux fasces de gueules (de Oldenbourg) et d'azur, à la croix pattée, au pied fiché d'or (de Delmenhorst) surmonté d'une couronne royale. |